# Elecciones presidenciales de Brasil de 1898
La elección presidencial de Brasil de 1898 se realizó el 1 de marzo. Las elecciones se realizaron para los cargos de presidente y vicepresidente en los veinte estados de la época y el distrito federal; resultó vencedor el paulista Manuel Ferraz de Campos Sales.

## Resultados

### Presidente
| Candidato                     | Estado    | Votos   | %      |
| ----------------------------- | --------- | ------- | ------ |
| Manuel Ferraz de Campos Sales | São Paulo | 420.286 | 91,52% |
| Lauro Sodré                   | Pará      | 38.929  | 8,48%  |

### Vicepresidente
| Candidato                       | Votos   |
| ------------------------------- | ------- |
| Francisco de Assis Rosa e Silva | 412.074 |
| Fernando Lobo                   | 40.629  |